# Moeder Babelutte

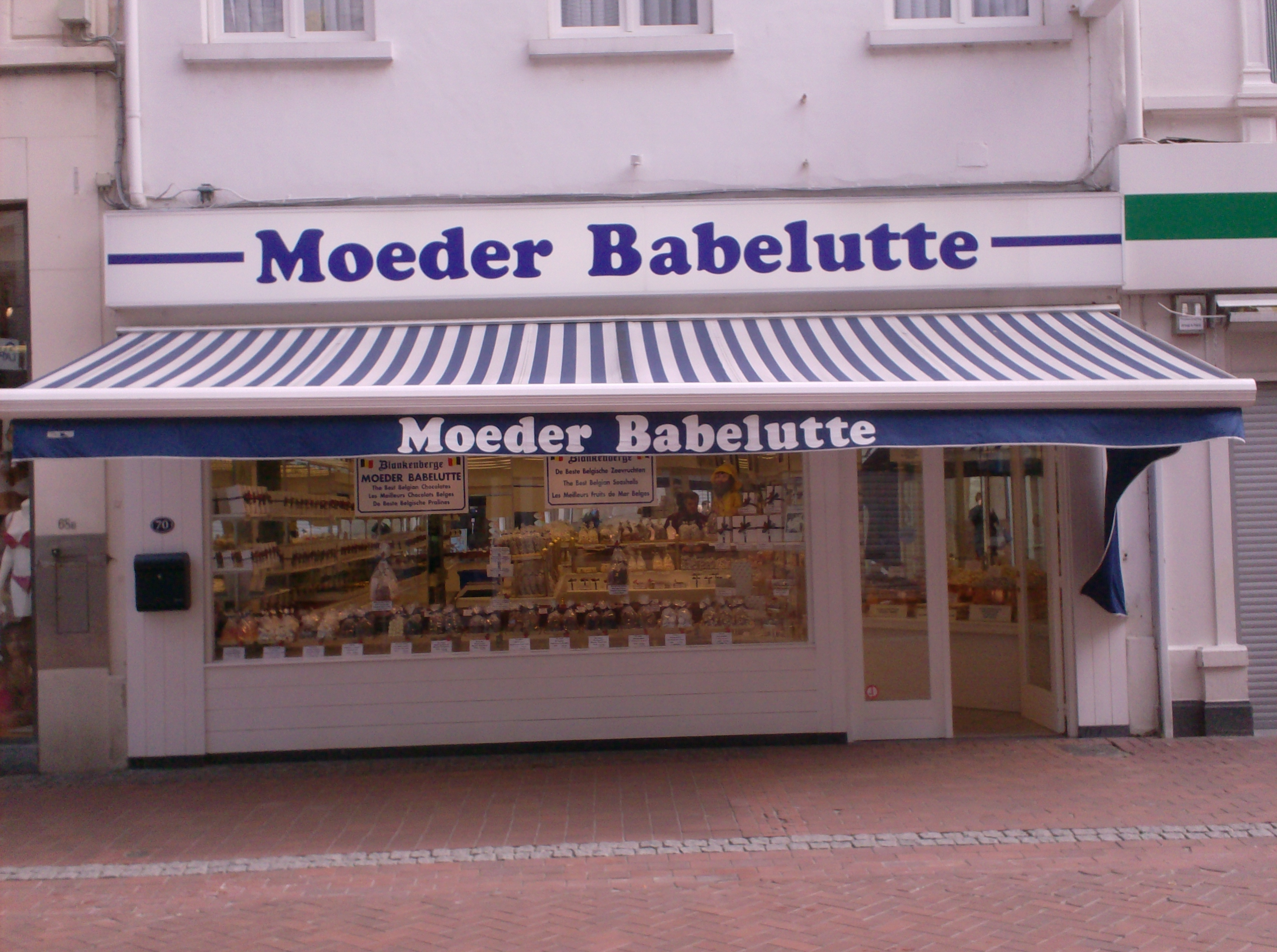
Moeder Babelutte in Blankenberge

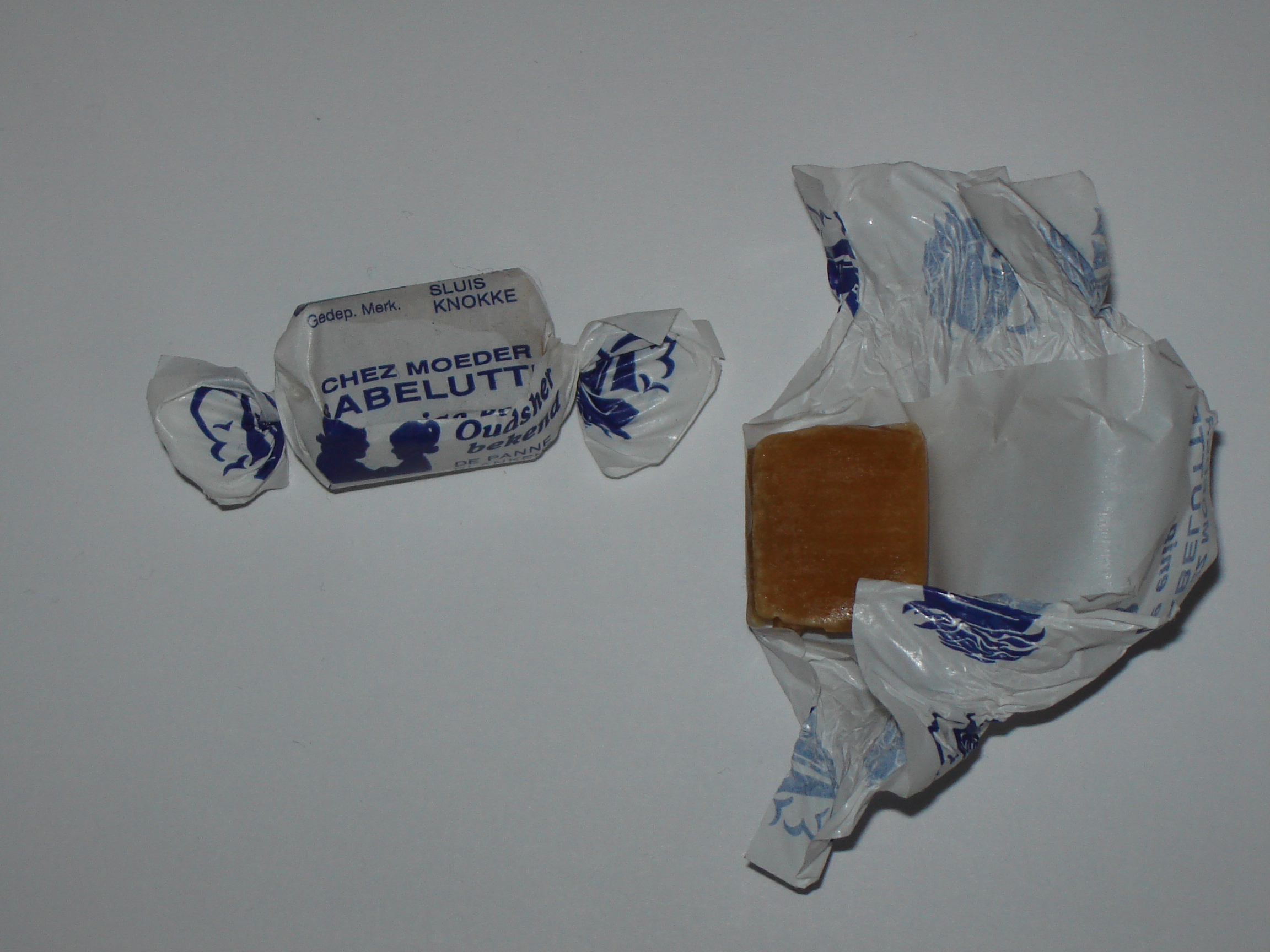
Babelutten

Moeder (Rosalie) Babelutte is een Belgische keten van snoep- en pralinewinkels. Typisch voor de winkel zijn de eigen babelutten, een snoepgoed gemaakt van kandijsiroop (stroop) en boter. De winkels zijn gevestigd aan de Belgische kust (De Panne, Oostende, Blankenberge, Wenduine, Heist, Nieuwpoort, en Knokke), Brugge, en Sluis in Nederland.

## Geschiedenis
Volgens één versie kwam Rosalie Desmedt in 1850 in Heyst wonen. Haar man werkte als schrijnwerker voor de deftige families die zich in de buurt permanent waren komen vestigen en in de zomer verkocht hij Berlinerbollen op het strand. Maar de lokale overlevering in Heist vertelde over Rosalie Desmidt dat ze in 1841 in Heyst geboren was. Samen met haar 1ste echtgenoot Joseph Cobbaert en twee kinderen woonde ze in een huisje weggestoken in de duinen. Joseph verhuurde een paar strandcabines en verkocht wat vis die hij zelf ving. Maar het gezin kon amper overleven van de inkomsten. Toen Rosalie weduwe werd hertrouwde ze met Jacobus De Meulenaere. 
Rosalie besloot iets te maken met kandijsiroop en boter uit de polders dat ze van haar moeder had geleerd, boterbabbelaars. De lekkernij was in een ver verleden een zoet en calorierijk tussendoortje dat de vissersvrouwen in koperen ketels maakten voor hun zeemannen tijdens de lange tochten op zee. Het waren oorspronkelijk vormeloze klompjes die ze achter hun kiezen stopten om de zoute zeelucht te camoufleren en wat extra energie op te doen. 
Rosalie verpakte de snoepjes in simpel boterpapier en verkocht ze op de markt aan de kindjes van de Franstalige badgasten. Ze vertelde elke keer een klein verhaaltje. Haar blik, haar vriendelijke houding en het moederlijk advies dat ze telkens aan de jonge deugnieten gaf, bezorgden haar de bijnaam mère (moeder). 
De kinderen verbasterden het Vlaamse woord voor de caramels au beurre babbelaar naar babelutte en ze noemden Rosalie Mère Babelutte of Moeder Babelutte in het Vlaams. Met het verdiende geld opende Rosalie haar eigen winkeltje in de Kursaalstraat onder de naam “Rosalie Babelutte”.
Rosalie Desmidt overleed vermoedelijk in februari 1912. Haar winkel werd verdergezet door Joseph Verheecke, een bakkersgast die ze in Heist de ”roste spekkenbakker“ noemden.
Er was in Heist echter nog een andere Rosalie die faam verwierf met haar eigen spécialité de bonbon babeluttes. Dat was Rosalie Savels, geboren in Heyst en in de volksmond beter bekend als “Tutte Machiels”. Deze Rosalie was een telg van een gekende lokale visserstak, een jonge dochter (ongehuwde vrouw) en had rond 1920 haar eigen winkeltje “Chez Moeder Babelutte” dat eind de jaren dertig ook door dezelfde “roste spekkenbakker” werd overgenomen.
In de jaren vijftig begonnen de zaken te slabakken en ergens in de jaren zestig werd ze uiteindelijk gesloten.  
In 1968 kocht de eigenaar van beenhouwerij Maenhoudt op de hoek van de Kursaalstraat en de Vlamingstraat het verkommerde pand. In 1970 werd de winkel terug opgestart door zijn dochter Mireille Maenhoudt en haar man Gino Roelens die bakkerszoon was. Ze herontdekten het originele recept van moeder Rosalie Babelutte en noemden hun zaak “Moeder Babelutte”. 
Vanuit Heist bouwden hun zoon Christophe Roelens en zijn vrouw Mieke Rappé een kleine keten van snoep- en pralinewinkels. De winkels zijn in verschillende kustgemeenten terug te vinden. 
Onder impuls van de volgende generatie, Michiel Roelens, is er ondertussen in Heist sedert 2019 ook een eerste ‘Moeder Babelutte Café’ waar men koffie met gebak kan nuttigen.
Babelutten zijn sterk verwant aan de boterbabbelaar uit Zeeland.